# Yusuf Demir
Yusuf Demir (tiếng Thổ Nhĩ Kỳ: [juˈsuf deˈmiɾ]; sinh ngày 2 tháng 6 năm 2003) là một cầu thủ bóng đá chuyên nghiệp người Áo hiện đang chơi ở vị trí tiền đạo cánh cho câu lạc bộ Rapid Wien tại Giải bóng đá vô địch quốc gia Áo. Anh đang thi đấu cho đội tuyển quốc gia Áo.

## Sự nghiệp câu lạc bộ

### Đầu đời
Yusuf Demir sinh ngày 2 tháng 6 năm 2003 tại Vienna, Áo, với cha mẹ là người Thổ Nhĩ Kỳ, có nguồn gốc ở Trabzon, Thổ Nhĩ Kỳ.

### Rapid Wien
Vào ngày 26 tháng 5 năm 2019, Demir đã ký vào bản hợp đồng chuyên nghiệp với Rapid Wien. Anh có trận thi đấu chuyên nghiệp đầu tiên trong màu áo Rapid Wien trong trận thắng 3-0 trước Admira tại giải vô địch quốc gia Áo vào ngày 14 tháng 12 năm 2019. Ngày 15 tháng 9 năm 2020, Demir ghi bàn cho Rapid Wien trong trận thua 1-2 trước Gent ở vòng sơ loại thứ ba UEFA Champions League khi chỉ mới 17 tuổi, 3 tháng và 13 ngày, qua đó trở thành cầu thủ người Áo trẻ nhất ghi bàn, vượt qua kỉ lục cũ 17 tuổi, 10 tháng và 27 ngày của Gerd Wimmer lập được vào năm 1994.

### Barcelona
Vào tháng 7 năm 2021, Barcelona đã thông báo về việc ký hợp đồng với Demir theo dạng cho mượn kéo dài một mùa giải từ Rapid Wien với giá 500.000 euro kèm điều khoản mua đứt trị giá 10 triệu euro trong tương lai.
Vào ngày 31 tháng 8 năm 2021, Demir lần đầu được Barcelona đăng ký để chơi ở La Liga với tư cách là cầu thủ đội một khi trước đó anh đã được đăng ký ở đội dự bị. Anh đã được trao chiếc áo số 11 mà trước đó Ousmane Dembélé đã nắm giữ.
Vào ngày 13 tháng 1 năm 2022, Demir trở lại Áo sau khi hợp đồng cho mượn kết thúc.

## Sự nghiệp quốc tế
Demir từng chơi cho các đội tuyển trẻ quốc gia của Áo. Anh có trận đấu ra mắt cho đội tuyển bóng đá quốc gia Áo trong chiến thắng 3–1 trước Quần đảo Faroe tại Vòng loại Giải vô địch bóng đá thế giới 2022 vào ngày 28 tháng 3 năm 2021.

## Thống kê sự nghiệp

### Câu lạc bộ
Tính đến ngày 6 tháng 11 năm 2021
| Câu lạc bộ           | Mùa giải       | Giải đấu           | Giải đấu | Giải đấu | Cúp  | Cúp | Châu Âu | Châu Âu | Khác | Khác | Tổng cộng | Tổng cộng |
| Câu lạc bộ           | Mùa giải       | Hạng đấu           | Trận     | Bàn      | Trận | Bàn | Trận    | Bàn     | Trận | Bàn  | Trận      | Bàn       |
| -------------------- | -------------- | ------------------ | -------- | -------- | ---- | --- | ------- | ------- | ---- | ---- | --------- | --------- |
| Rapid Wien II        | 2019–20        | Region League East | 1        | 0        | 0    | 0   | —       | —       | —    | —    | 1         | 0         |
| Rapid Wien           | 2019–20        | Bundesliga Áo      | 6        | 0        | 0    | 0   | —       | —       | —    | —    | 6         | 0         |
| Rapid Wien           | 2020–21        | Bundesliga Áo      | 25       | 6        | 2    | 1   | 5       | 2       | —    | —    | 32        | 9         |
| Rapid Wien           | Tổng cộng      | Tổng cộng          | 31       | 6        | 2    | 1   | 5       | 2       | —    | —    | 38        | 9         |
| Barcelona (cho mượn) | 2021–22        | La Liga            | 6        | 0        | 0    | 0   | 1       | 0       | 0    | 0    | 7         | 0         |
| Tổng sự nghiệp       | Tổng sự nghiệp | Tổng sự nghiệp     | 38       | 6        | 2    | 1   | 6       | 2       | 0    | 0    | 46        | 9         |

1. ↑  Một lần ra sân và một bàn thắng tại UEFA Champions League, 4 lần ra sân và một bàn thắng tại UEFA Europa League
2. ↑  Ra sân tại UEFA Champions League

### Quốc tế
Tính đến ngày 9 tháng 10 năm 2021
| Đội tuyển quốc gia | Năm       | Trận | Bàn |
| ------------------ | --------- | ---- | --- |
| Áo                 | 2021      | 4    | 0   |
| Tổng cộng          | Tổng cộng | 4    | 0   |